# Coriolano Palumbo
Coriolano Palumbo (Savigliano, 10 ottobre 1911 – 1969) è stato un calciatore italiano, di ruolo attaccante.

## Carriera
È stato un calciatore italiano di ruolo attaccante. Ha esordito in Serie A con la maglia della Triestina il 24 novembre 1929 in Triestina-Genoa (0-2).
Nel 1934 si trasferisce al Palermo. In maglia rosanero ha disputato due campionati di massima serie, collezionando 35 presenze con 10 gol.
L'11 giugno 1936 viene provato in una partita tra due squadre della Lazio: il test fu giudicato positivo, ma la società biancoceleste non ritenne di ingaggiarlo. Durante l'estate Viene invece ingaggiato dal Torino, con la cui maglia partecipa ad altri tre campionati di massima Serie A.